# Chicksands
Chicksands est un village du Bedfordshire, en Angleterre. C'est le chef-lieu de l'autorité unitaire du Central Bedfordshire et il fait partie de la paroisse civile de Campton and Chicksands. En 2007, sa population était estimée à 2 510 et lors du recensement de 2011, le chiffre était de 1 699. Le village se trouve sur la rivière Flit et à proximité du village paroissial de Campton et de la ville de Shefford.